# Armascirus smileyi
Armascirus smileyi är en spindeldjursart som först beskrevs av Gupta och Soumyendra Nath Ghosh 1980.  Armascirus smileyi ingår i släktet Armascirus och familjen Cunaxidae. Inga underarter finns listade i Catalogue of Life.